# 安格馬
安格馬（Angmar）（辛達林語：鐵之要塞）是英國作家托爾金（J. R. R. Tolkien）所著史詩式奇幻文學作品中的虛構國家。

## 歷史

### 建立
安格馬於第三紀元1300年由戒靈之首，也就是日後的安格馬巫王（Witch-king of Angmar）建立。該國家效力於黑暗魔君索倫（Sauron），且唯一的成立目的就是摧毀亞爾諾（Arnor）的各繼承國。該目的可被推測是索倫為了孤立剛鐸（Gondor）所採取的行動。

### 對魯道爾和卡多蘭的侵略
安格馬建立後，花費了近五十年的時間培養實力，然後開始對雅西頓（Arthedain）、卡多蘭（Cardolan）及魯道爾（Rhudaur）等三個亞爾諾繼承國展開侵略。安格馬首先在第三紀元1349年將三國中最弱的魯道爾收為附庸國，並以伊利雅德本地的丘人（Hill-men）取代魯道爾的登丹人（Dúnedain）國王。
在安格馬的控制下，魯道爾於第三紀元1356年入侵雅西頓，雅西頓國王亞瑞吉來布一世（Argeleb I）戰死。但在卡多蘭的援軍協助下，雅西頓在風雲丘（Weatherhills）維持了強力的防守線。同一時間，安格馬在西側戰線發起了第二次伊姆拉崔圍困。
第三紀元1409年，安格馬併吞魯道爾並進一步向南奇襲卡多蘭，肆虐了除了古墓崗和塔巴德以外所有地區的建設，焚毀了阿蒙蘇爾瞭望塔。來自灰港岸、瑞文戴爾和羅斯洛立安等地的精靈援軍和雅西頓的軍隊雖然在佛諾斯特和北崗處成功將巫王的兵力逼回安格馬，但卡多蘭已無力再起，亞爾諾繼承國中僅剩雅西頓仍實質獨立。
第三紀元1636年從魔多開始蔓延的大瘟疫發生之後，卡多蘭的人口已所剩無幾，安格馬約在這個時期派遣了屍妖進駐古墓崗，成為日後的古墓屍妖。

### 對雅西頓的侵略
摧毀卡多蘭後，安格馬和雅西頓纏鬥了約五百年。在一場約十九世紀時的戰役中敗給了時任雅西頓國王亞拉瓦（Araval）並在之後按兵了一段時日，但在南方的人類國度剛鐸疲於應付戰車民期間，對雅西頓保持了一定程度的攻擊，使得兩個人類國家無暇互相支援。
第三紀元1974年，安格馬在集結兵力後，向雅西頓發動了總攻擊，此次進軍攻陷了雅西頓首都佛諾斯特（Fornost），結束了登丹人在北方的統治。
佛諾斯特遭攻陷的隔年，由剛鐸的埃阿努爾（Eärnur）所率領的援軍終於抵達。他的軍隊聯同登丹人殘軍、由瑟丹率領的林頓（Lindon）精靈和由葛羅芬戴爾（Glorfindel）率領的瑞文戴爾精靈於佛諾斯特戰役（Battle of Fornost）中摧毀了安格馬的軍力，但沒能殺死巫王，葛羅芬戴爾並在該戰之後作出了沒有任何男子能夠殺死安格馬巫王的著名預言。

### 滅亡之後
佛諾斯特戰役後，安格馬的勢力在迷霧山脈以西徹底消失；而位於迷霧山脈以東的安格馬殘餘勢力，則被當時還未向南進入卡蘭納宏定居的洛汗人祖先清除。
安格馬雖然滅亡，但安格馬巫王成功的達成了他的任務：消滅登丹人在北方的勢力。

## 相關改編及影響
安格馬有出現在電子遊戲《指环王Online：安格玛之影》和《魔戒：北方之戰》中。而在《哈比人》電影系列中，安格馬也有被簡單提及。
土衛六上的安格馬山脈是以安格馬命名的。